# 庫斯塔維

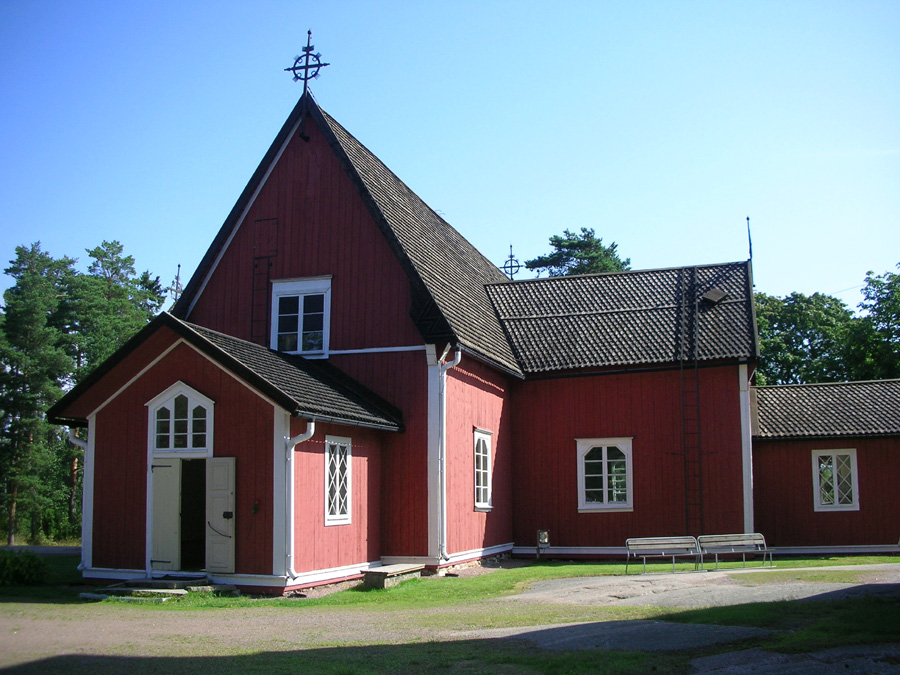
库斯塔维教堂

庫斯塔維（芬蘭語：Kustavi）是芬蘭的市鎮，位於該國南部，由西南芬蘭區負責管轄，距離圖爾庫50公里，始建於1874年，面積769.88平方公里，2013年人口892，人口密度為每平方公里5.36人。

## 外部連結
- Municipality of Kustavi （页面存档备份，存于） – Official website